# Harirampur
Harirampur (en bengali : হরিরামপুর) est une upazila du Bangladesh dans le district de Manikganj. En 1991, on y dénombrait 156 326 habitants.

## Démographie
Selon le recensement du Bangladesh de 2011, l'Upazila de Harirampur comptait 33 513 ménages et une population de 139 318 habitants. 29 438 personnes (21,13 %) avaient moins de 10 ans. Harirampur avait un taux d'alphabétisation (7 ans et plus) de 48,39%, comparé à la moyenne nationale de 51,8%, et un rapport de masculinité de 1117 femmes pour 1000 hommes. 2 244 personnes (1,61 %) vivaient dans des zones urbaines,.
Selon le recensement du Bangladesh de 2001, Harirampur avait une population de 171 274 habitants. Les hommes représentaient 84 994 personnes et les femmes 86 280. La population âgée de 18 ans et plus était de 115 752 personnes. Harirampur avait un taux d'alphabétisation moyen de 30,2 % (7 ans et plus), contre une moyenne nationale de 32,4 %.

## Administration
Harirampur se compose de 13 unions council (en)
- Azimnagar
- Balara
- Balla
- Boyra
- Chala
- Dhulsunra
- Gala
- Gopinathpur
- Harukandi
- Kanchanpur
- Lesraganj
- Ramkrishnapur
- Sutalari

Ils sont sous divisés en 196 mouza (en) et 250 villages
.